# 湧浪電流限制器
湧浪電流限制器（inrush current limiter）也稱為浪湧電流限制器或突波電流限制器，是限制湧浪電流的裝置，目的是為了避免電氣應力損害電子設備，同時避免使保險絲熔斷，或是使斷路器跳脫。
常用來限制湧浪電流的裝置有負溫度係數（NTC）的热敏电阻，以及固定阻值的电阻器（如压敏电阻)。NTC热敏电阻可以串接到電源供應器的電路中，限制湧浪電流，剛送電時NTC热敏电阻因溫度較低，阻值較高，可以避免送電時產生的大電流。隨著電流持續流通，NTC热敏电阻的溫度升高，阻值下降，因此允許流過較大的電流。這種NTC热敏电阻會設計的比單純溫度量測用的热敏电阻要大，允許流過的電流也會比較大。

## 热敏电阻
NTC热敏电阻的阻值在高溫時會比較低，在低溫時會比較高。剛開始送電後，热敏电阻的阻值較高，可以限制湧浪電流。一段時間之後，热敏电阻的溫度會因為本身的發熱而上昇，使其阻值降到較低的值，讓電流可以流過，比較不受阻礙。因為热敏电阻仍需要發熱維持其較低的阻值，在本質上一定會在热敏电阻上消耗部份能量，無法將能量100%輸送到負載端。因為热敏电阻產生的電壓降以及電能損失需一併列入考慮。
- 湧浪電流限制用的热敏电阻多半是盤型的，每一側都有徑向的引腳。
- NTC電阻的允許功率和其尺寸成正比。
- NTC電阻的額定會以在常温下的阻值為準。

## 電阻器
固定阻值的電阻器也常用來限制湧浪電流，因為其阻值不會變化，在送電限制湧浪電流之後，其阻值不會減少，在本質上比較沒有效率。一般會用在小功率的電路，其功率的損耗也比較小。固定阻值的湧浪電流限制電阻比热敏电阻要便宜很多，最常用在一体式荧光灯中。
有些設計會用MOSFET或是繼電器控制電阻器，在湧浪電流結束後，提供另一個低阻抗的路徑，使大部份電流不會經過電阻。

## 應用
湧浪電流限制器的典型應用是放在沒有功因修正功能，開關模式電源的輸入側，減少剛送電後，因為湧浪電流產生的整流器大電流輸入。最常見的應用是切換式電源供應器（SPS）交流電源側的湧浪電流保護。加人湧浪電流限制器的主要原因是在送電階段保護電容或是二極體電橋。電容器在交流電交流週期的前半週會抽大量的電流，因此會讓電容器以及相關線路流過的電流較高。電容器的初始等效串聯電阻（ESR）在此情形下對二極體電橋的幫助很小。